# NOHAB
Nydqvist Och Holm AB, afgekort NOHAB, was een metaalfabriek die in 1847 als Trollhättans Mekaniska Verkstad werd opgericht in het Zweedse Trollhättan. Vanaf 1974 werd gewerkt onder de naam Bofors-nohab, eind jaren 70 van de twintigste eeuw volgde de ontmanteling van het bedrijf. Momenteel bestaat alleen nog metaalbewerkingsbedrijf NOHAB Industri AB.   

## Trollhättans Mekaniska Verkstad
Het bedrijf ging van start als Antenor Nydqvist, voorman van de ijzerfabriek in Brevens bruk, Carl Olof Holm, bedrijfsleider van de Mariedals spinnerij in Gothenburg, en Johan Magnus Lidström voorman van de metaalbewerker Hälleforsnäs samen een werkplaats openden op de westoever van het Trollhättekanaal. Het bedrijf richtte zich in eerste instantie op de bouw van hydraulische turbines waarvoor Nydqvist verschillende patenten bezat. Met negen werknemers in dienst werd een order voor de levering van onderdelen voor het Trollhättekanaal in de wacht gesleept en volgde een snelle groei.

## Nydqvist och Holm
In 1850 verliet Lidström het bedrijf en de twee andere oprichters zetten het bedrijf voort onder de naam Nydqvist och Holm AB. Naast de turbines werden inmiddels ook landbouwmachines en stoommachines geproduceerd. In 1865 werd de eerste eigen stoomlocomotief geproduceerd. In 1867 verliet Holm het bedrijf. In 1906 nam Herman Nydqvist, de zoon van de oprichter van het bedrijf, het bedrijf over. In 1912 kon de 1000ste locomotief worden afgeleverd. Nydquist leidde het bedrijf alleen tot 1916, toen SKF een aandeel in het bedrijf nam.

## Hoogconjunctuur en crisis
In 1920 slaagde NOHAB erin om een contract voor de levering van 1000 stoomlocomotieven aan de Sovjet-Unie binnen te halen. De bestelling werd twee jaar later onder politieke druk teruggebracht tot 500. Om de order uit te voeren volgde een uitbreiding van het bedrijf. De lokomotieven werden gebouwd tussen september 1921 en december 1924. In 1922 kende NOHAB het hoogste aantal medewerkers namelijk 2641. Omdat er geen vervolgorder was, verkeerde het bedrijf tijdelijk in financiële moeilijkheden. In 1926 werd begonnen met de productie van dieselmotoren. In 1927 was het personeelsbestand teruggelopen tot slechts 395.

## Luchtvaart en oorlog

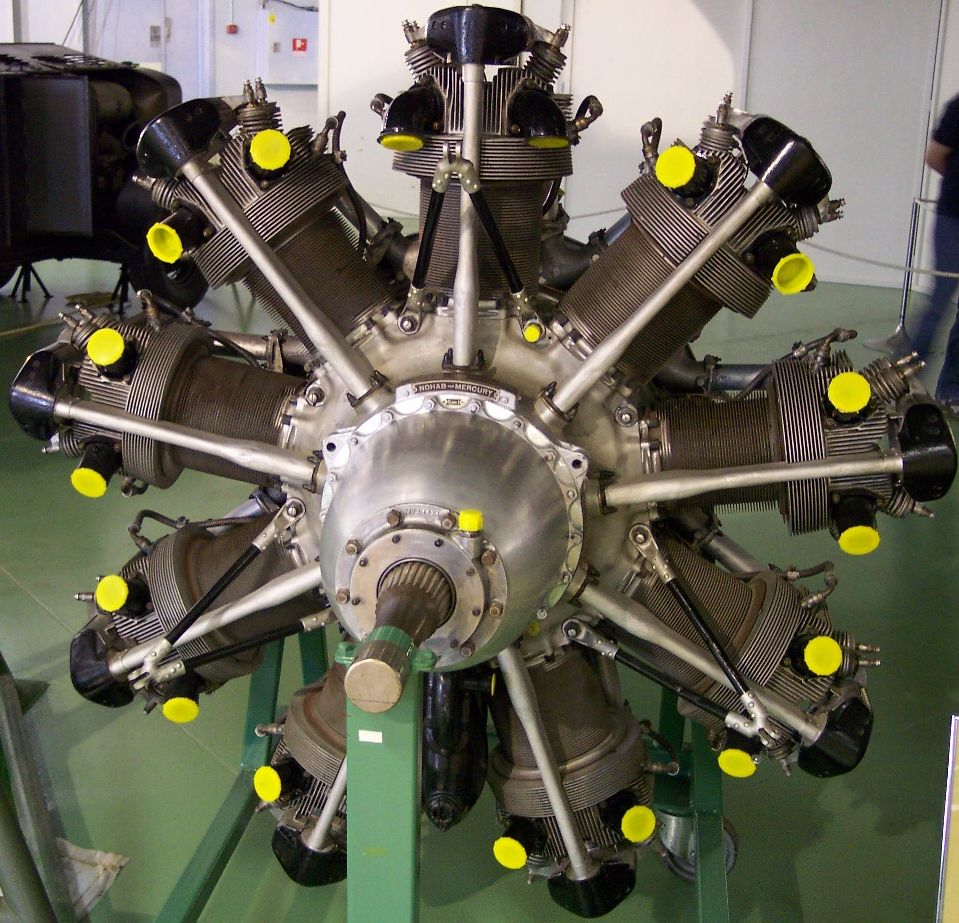
NOHAB Mercury stermotor

Begin jaren 30 van de twintigste eeuw werd dochteronderneming  NOHAB Flygmotorfabrik AB opgericht die van de Bristol Aeroplane Company licentierechten voor de productie van vliegtuigmotoren van het type Bristol Jupiter en Bristol Mercury had verworven, de productie begon in 1933. In 1937 werd deze dochter onderdeel van de toen opgerichte vliegtuigfabriek Saab. In 1941 kochten Volvo en Bofors de motorenfabriek en wijzigden ze de naam in Svenska AB Flygmotor. 
In 1935 startte NOHAB een samenwerking met Bofors. Het begon met de productie van tractoren en bussen. Toen de Tweede Wereldoorlog uitbrak werd de productie in dienst gesteld van de bewapeningsindustrie.

## Diesel en differentiatie
Na het einde van de oorlog verwierf NOHAB de dieselmotor tak van  Atlas en in 1949 volgde overeenstemming met General Motors over de bouw van de AA16, de Europese versie van de Amerikaanse standaardlocomotief F7. De laatste stoomlocomotief verliet de fabrieken in 1953, op dat moment waren al 2300 stoom- en elektrische locomotieven in Trollhättan gebouwd.
De AA16 werd vanaf 1954 als MY aan Denemarken en Di 3 aan Noorwegen geleverd. Vanaf 1955 volgde de Belgische HLD 52 gevolgd door de HLD 53 en HLD 54. Deze werden echter niet in Trollhättan maar in sub-licentie door Anglo-Franco-Belge in Frankrijk gebouwd. Vier exemplaren van de HLD 52 kwamen als 1601-1604 in dienst bij de Luxemburgse CFL. Vanaf 1960 werd een lichtere versie MX gebouwd voor de Deense spoorwegen en in 1963 – 1964 volgde nog een serie van 20 stuks van het type M61 001-020 voor de Hongaarse spoorwegen.
In 1966 volgde een productdifferentiatie met de productie van tanks (Stridsvagn 103), vorkheftrucks, kranen en drukpersen. Samen met  ASEA werd de bouw van de  Zweedse kerncentrales ter hand genomen.

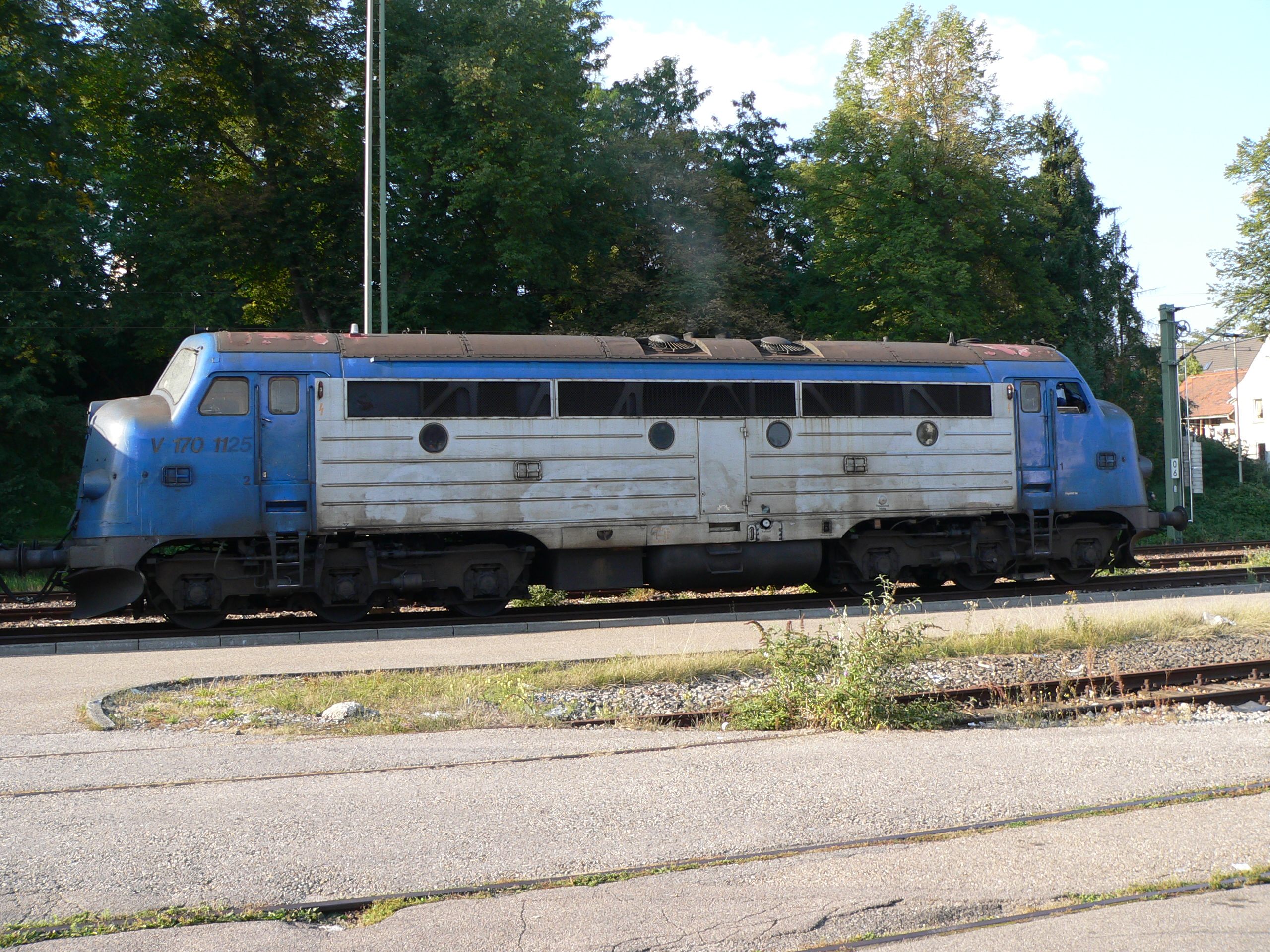
De AA16
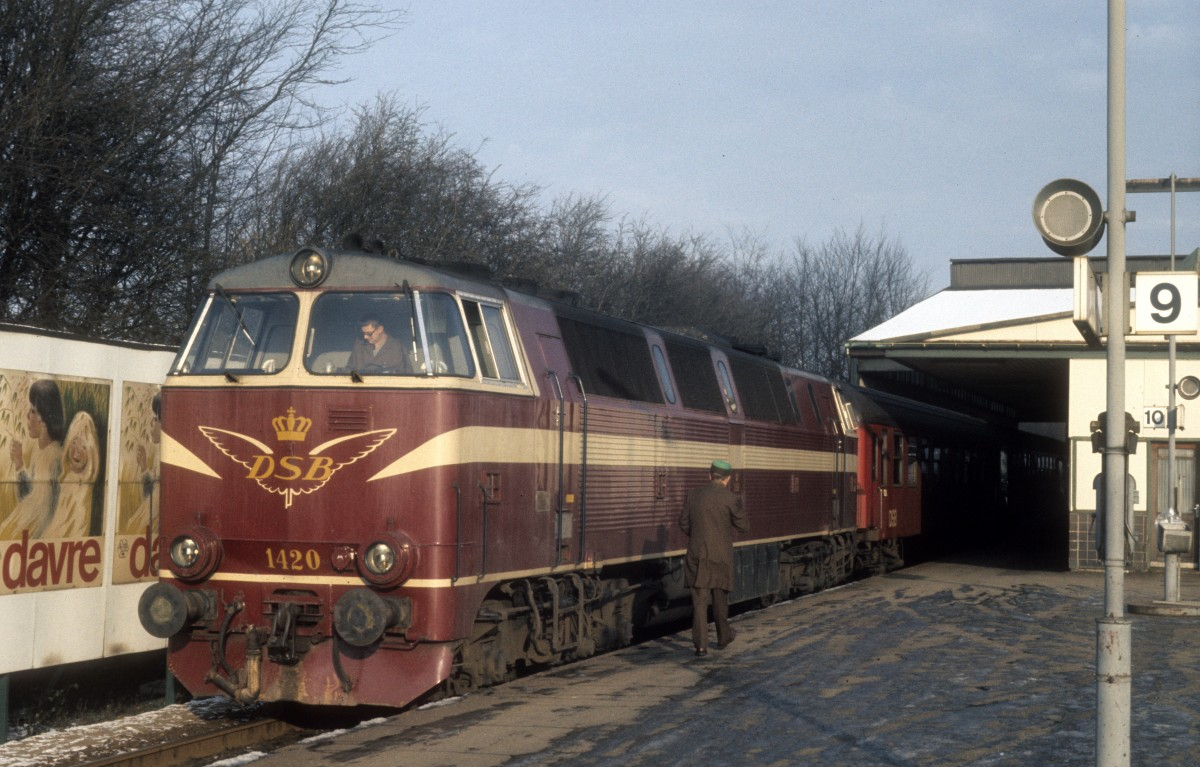
De Deense MZ
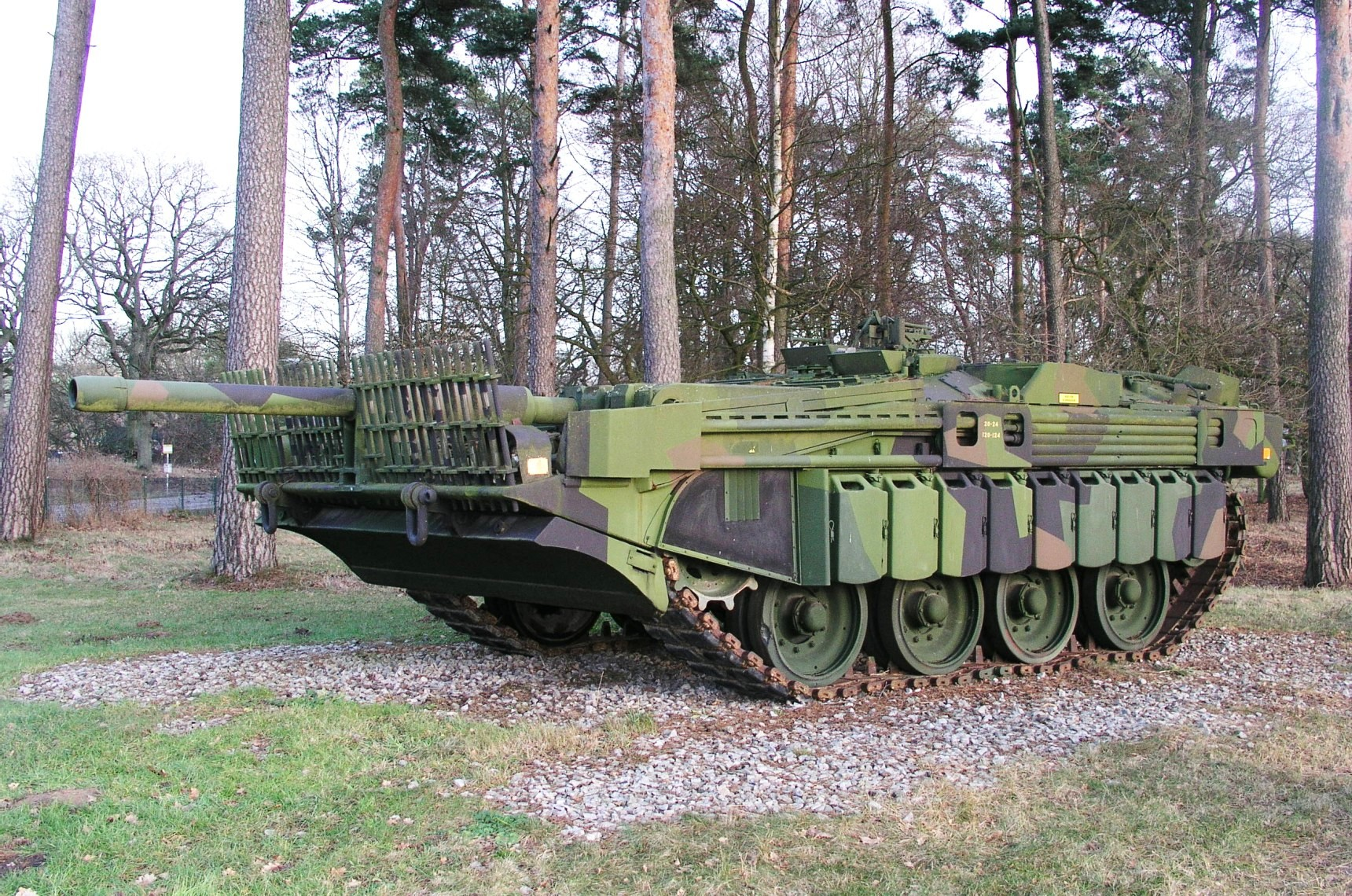
Stridsvagn 103

## Ontmanteling
In het midden van de jaren 70 kwam het bedrijf opnieuw in moeilijkheden. De kernactiviteit locomotiefbouw kromp sterk. In 1978 verwierf Wärtsilä 51% van de aandelen. In 1978 werden de laatste MZ locomotieven aan Denemarken geleverd en in 1979 verlieten de laatste locomotieven van de  Statens-Järnvägar serie Rc de fabriek. Vervolgens begon de verkoop van de verschillende bedrijfsonderdelen. Wartsilä richtte in 1979 het nieuwe bedrijf 'NOHAB Diesel AB' op, de drukpersen werden vanaf 1981 gebouwd door de GMA-NOHAB Printing AB en de turbineproductie ging naar Aker Kvaerner. Kalmar NOHAB AB produceerde vervolgens onderdelen voor de spoorwegen. Andere kleinere bedrijfsonderdelen werden door voormalige werknemers overgenomen in een management buy-out.